# Carrington (Észak-Dakota)
Carrington település az Amerikai Egyesült Államok Észak-Dakota államában, Foster megyében, melynek megyeszékhelye is. Lakosainak száma 2080 fő (2020. április 1.).

## Népesség
A település népességének változása:

| 2010 | 2 065 |
| 2020 | 2 080 |